# Севрский мирный договор

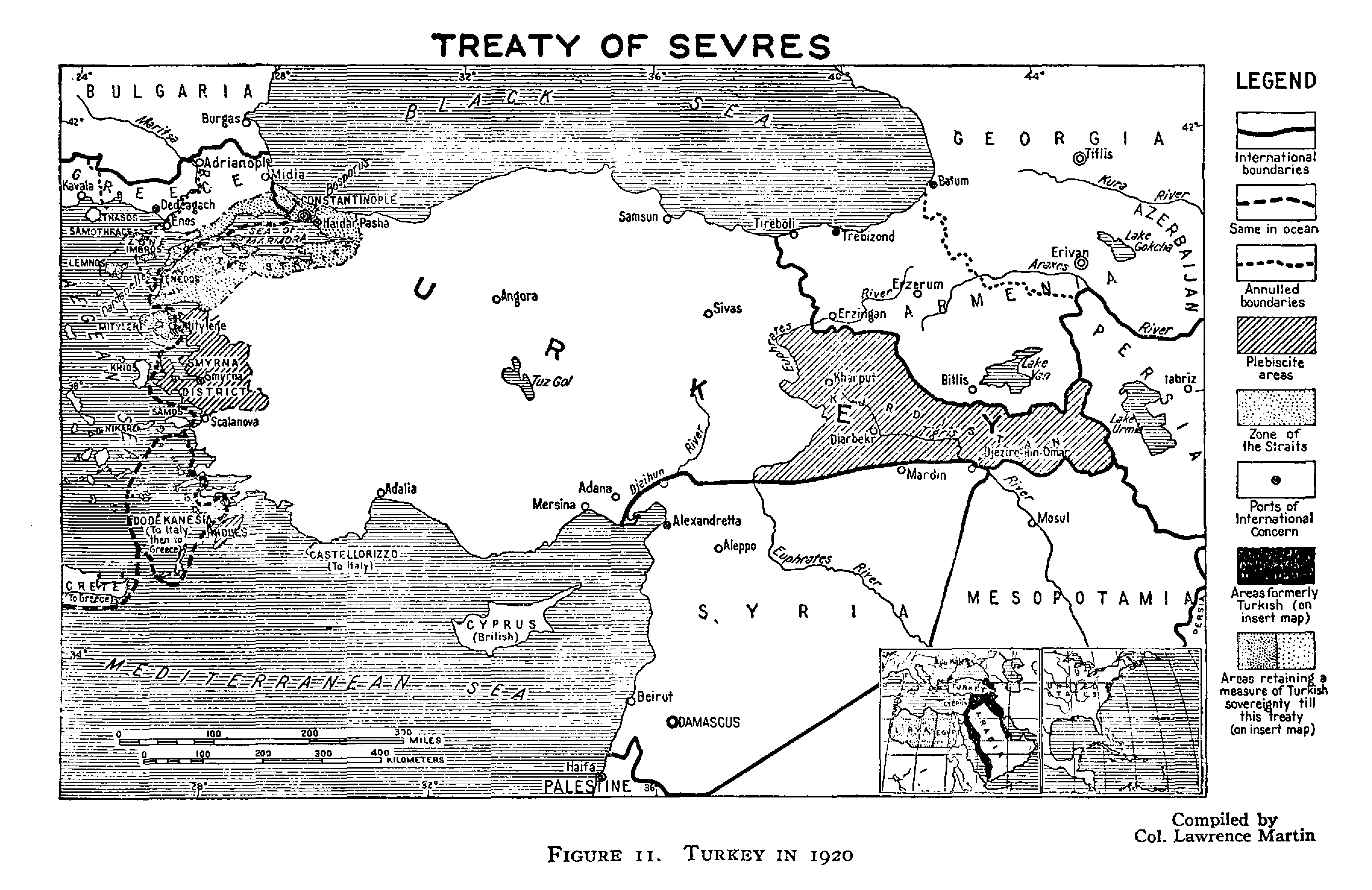
Предлагавшийся по Севрскому договору раздел Турции.

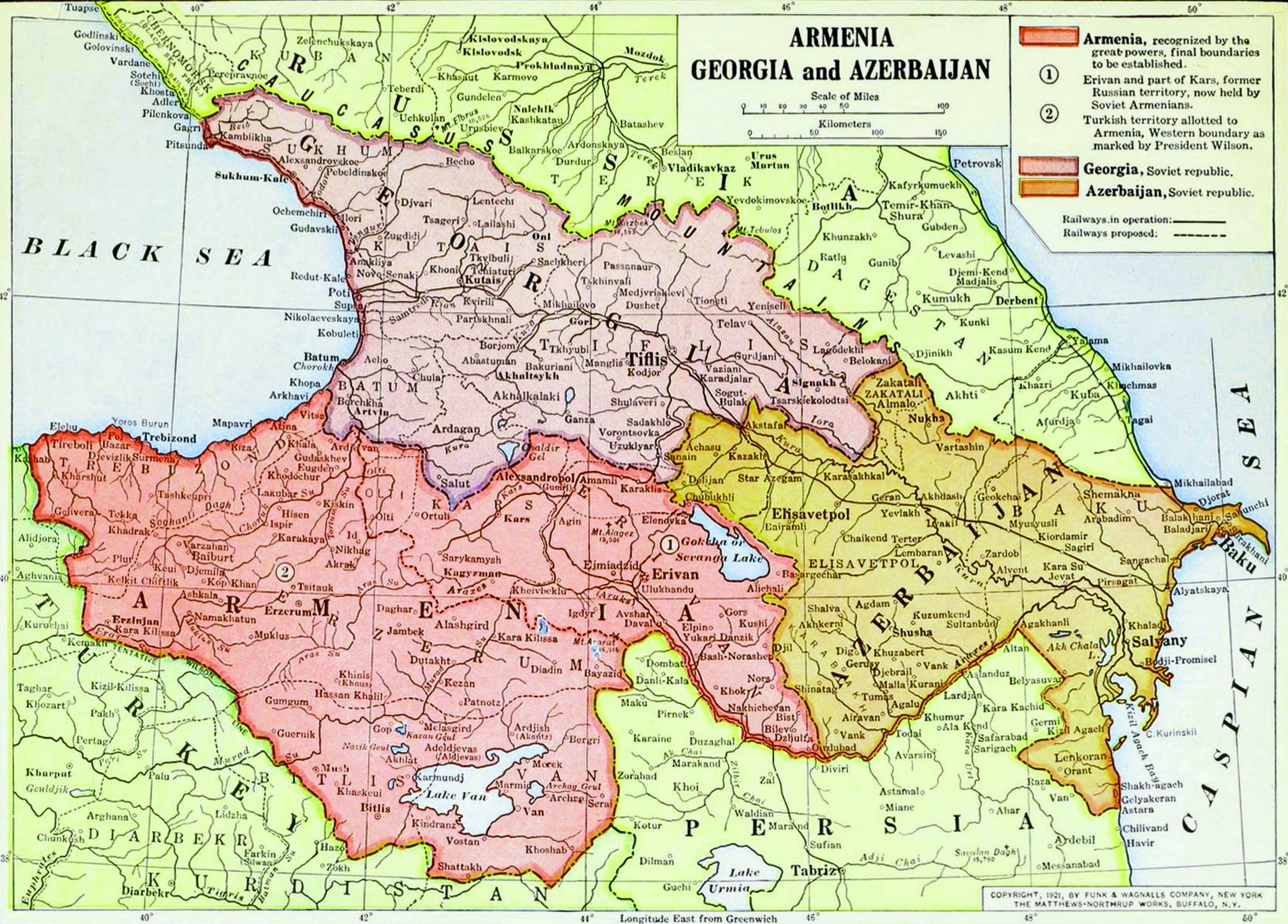
Американская карта 1921 года показывающая западную границу Армении с Турцией по Севрскому договору, установленную арбитражем президента Вудро Вильсона. Первоначальные границы и спорные территории Советских республик Закавказья, установленные после Московского договора.

Севрский мирный договор, Севрский мир (тур. Sevr Antlaşması) — один из договоров Версальско-Вашингтонской системы, создание которой ознаменовало завершение Первой мировой войны. Подписан 10 августа 1920 года в городе Севр (Франция) странами Антанты и присоединившимися к ним государствами (Королевством Италией, Японской империей, Бельгией, Грецией, Польшей, Португалией, Румынией, КСХС (Югославией), Хиджазом, Чехословакией и Арменией), с одной стороны, и правительством Османской империи — с другой. Ко времени подписания договора значительная часть Турции уже была оккупирована войсками держав Антанты.
Де-факто договор не вступил в силу, так как Великое национальное собрание Турции отказалось его ратифицировать. Через три года он был частично заменён Лозаннским мирным договором, закрепившим границы Турции на Западе и Юге в их современном виде (за исключением Александреттского санджака, возвращённого Турции в 1939 году).

## Условия договора
В основу Севрского мирного договора были положены условия англо-французского соглашения Сайкса-Пико́ (1916) и решения конференции держав в Сан-Ремо (1920).
По Севрскому миру, численность турецкой армии не могла превышать 50 000 бойцов. Над финансами Турции устанавливался международный контроль. Далее, Турция утрачивала ряд прежде захваченных сельджуками и османами территорий:
- Турецкие континентальные владения в Европе (Восточная Фракия, Адрианополь и Галлиполийский полуостров) и острова Эгейского моря (за исключением островов Додеканес) передавались Греции.
- Греция также получала ряд анклавов в Малой Азии;
- В малоазийской Смирне (с окрестностями) вводилась греческая администрация. Через 5 лет плебисцит в этом анклаве должен был окончательно решить его принадлежность;
- Северный Эпир присоединялся к Албании, над которой устанавливался протекторат Италии.
- Константинополь и Зона черноморских проливов объявлялись демилитаризованной зоной и передавались под международное управление;
- Территория современных Сирии и Ливана передавалась под мандат Франции;
- Территории Палестины и Заиорданья; Месопотамии передавались как подмандатные территории Великобритании;
- Острова Додеканес передавались Италии;
- Турция отказывалась от претензий на Аравийский полуостров (Хиджаз) и страны Северной Африки, признавала британский протекторат над Египтом и британскую аннексию Кипра (1878); французский протекторат над Тунисом и Марокко;
- Предполагалось также создание независимого Хиджаза;

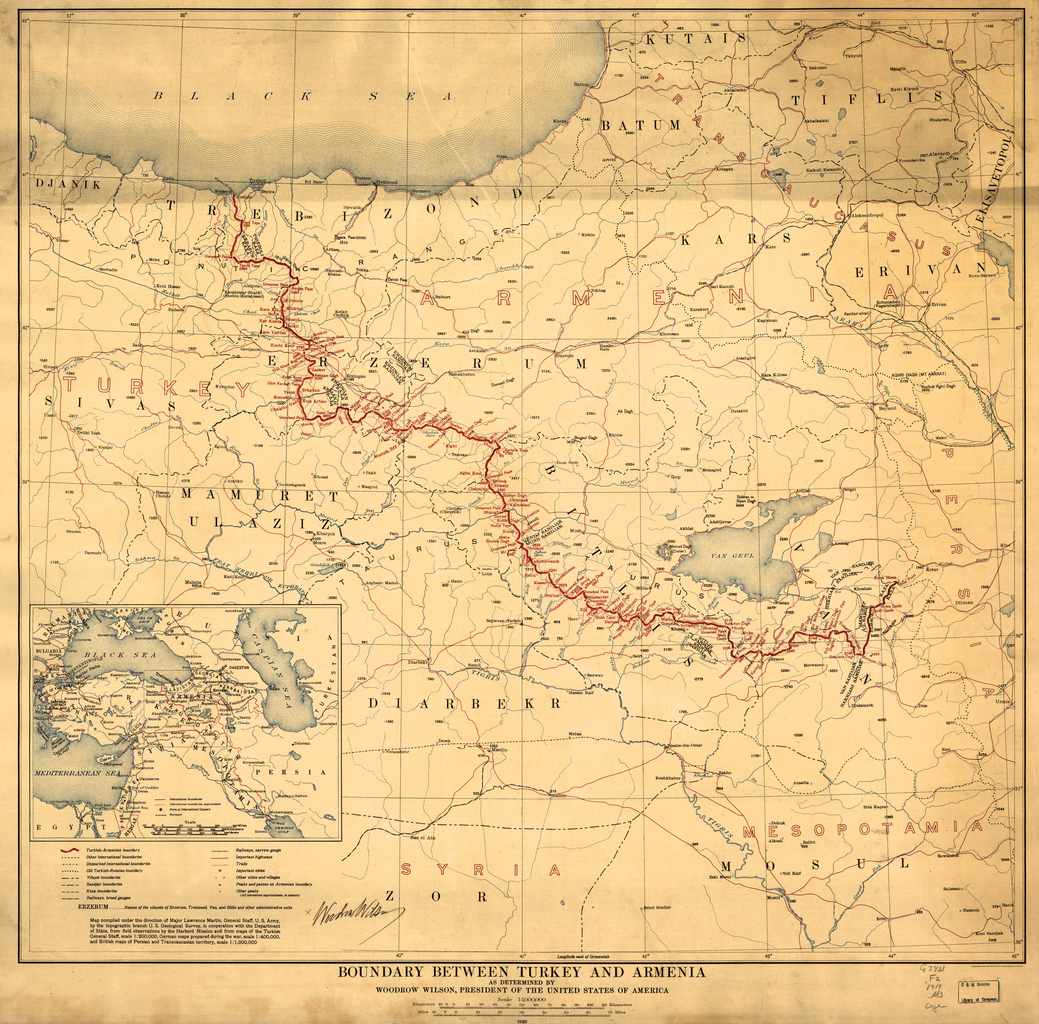
Граница между Турцией и Арменией, определённая президентом США Вудро Вильсоном. Соответствует территории, занятой к Февральской революции Русской Кавказской армией в ходе войны

- Турция признавала Армению как «свободное и независимое государство». Турция и Армения соглашались подчиниться президенту США Вудро Вильсону в вопросе арбитража границ в пределах вилайетов Ван, Битлис, Эрзурум и Трапезунд и принять его условия относительно доступа Армении к Чёрному морю (через Батум). Через территорию Грузии планировалось построить железную дорогу до Батума, кроме того, Армении предоставлялась гарантия транзитных привилегий и аренда части батумского порта.
- Армения, Грузия и Азербайджан должны были установить свои взаимные границы путём прямых переговоров между этими государствами, а при невозможности достичь согласия — путём посредничества союзных держав.
- Предполагалось также создание независимого Курдистана, границы которого должны были определить совместно Англия, Франция и Турция.

Тем самым Севрский договор официально оформлял раздел арабских и европейских владений Османской империи. Севрский договор был воспринят в Турции как несправедливый и «колониальный», как очевидное проявление неспособности султана Мехмеда VI защищать национальные интересы. Великое национальное собрание Турции (созданное в апреле 1920 года в Ангоре, ныне Анкара) отказалось ратифицировать договор.

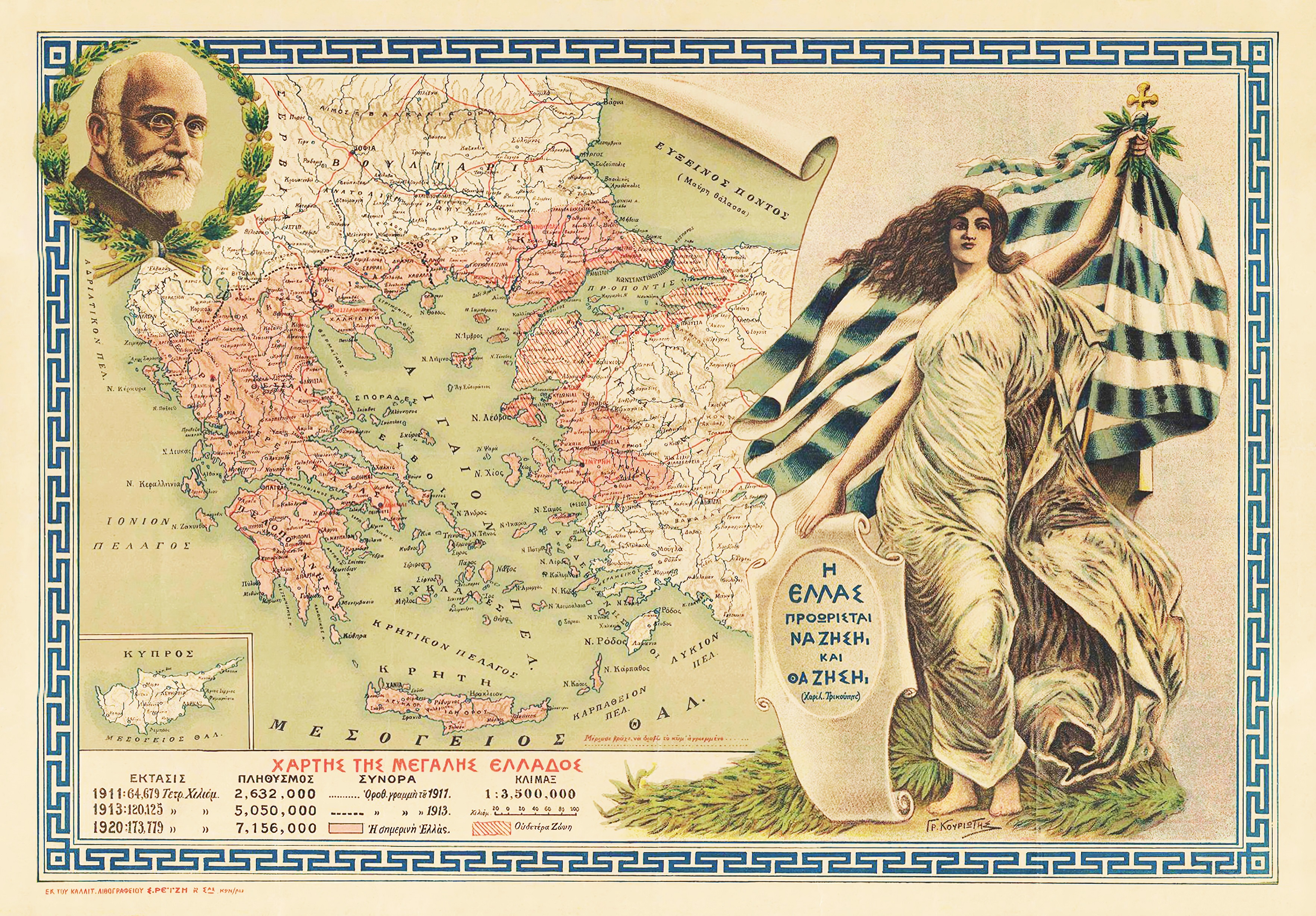
Греческий плакат, посвящённый восстановлению исторических границ Греции. На портрете — Венизелос

22 ноября 1920 года президент США Вудро Вильсон вносит на рассмотрение союзников арбитражное предложение, по которому Турция должна передать Армении территорию площадью 103 599 км²: две трети вилайетов Ван и Битлис, почти весь вилайет Эрзурум, большую часть вилайета Трапезунд, включая и порт. Объединившись с существовавшей в Закавказье Республикой Арменией, независимое объединённое Армянское государство обладало бы территорией площадью в совокупности свыше 150 тыс. км², с выходом к Чёрному морю. Однако, это решение уже не имело значения, поскольку в сентябре 1920 г. Турция начинает крупномасштабное вторжение в Армению, войска Мустафы Кемаля (будущего Ататюрка), захватив Карс, Александрополь, в конце ноября 1920 года угрожали самому существованию Армении. В течение двух последующих лет кемалисты укрепили свои военные силы. В качестве первого шага было предпринято новое наступление на Армению. Одновременно турецкая армия сумела выбить из Малой Азии греческие войска и подавить сопротивление курдов; также французы были выбиты из Киликии; итальянцы, ставшие к тому времени союзниками кемалистов, ушли с юго-западного побережья страны, причём правительство в Константинополе оставалось в положении бездействующего наблюдателя. 11 октября 1922 года в портовом городе Муданья на Мраморном море было заключено новое перемирие между Турцией и Антантой; к подписанию этого соглашения султанское правительство не было даже приглашено.
1 ноября султанат был упразднён, султан Мехмед VI остался лишь в звании халифа (духовного главы мусульман), а вскоре (17 ноября) покинул страну на борту английского корабля «Малайя». На следующий день его лишили и звания халифа.

## Территории, отторгнутые от Османской империи по Севрскому договору
| Государства-приобретатели        | Площадь       | Население  |
| -------------------------------- | ------------- | ---------- |
| Великобритания (Курдистан)       | 915 000 км²   | 3 900 000  |
| Франция (Месопотамия, Курдистан) | 160 000 км²   | 3 000 000  |
| Армения                          | 95 000 км²    | 1 400 000  |
| Греция                           | 29 000 км²    | 950 000    |
| Смирна                           | 20 000 км²    | 1 000 000  |
| Всего                            | 1 219 000 км² | 10 250 000 |